# Shorttrack op de Olympische Winterspelen 2018 - 500 meter mannen
De 500 meter voor mannen tijdens de Olympische Winterspelen 2018 vinden plaats op 20 en 22 februari 2018 in het Gangneung Ice Arena in Gangneung.

## Tijdschema
| Datum       | Lokale tijd | MET   | Ronde         |
| ----------- | ----------- | ----- | ------------- |
| 20 februari | 19:45       | 11:45 | Series        |
| 22 februari | 19:00       | 11:00 | Kwartfinales  |
| 22 februari | 19:42       | 11:42 | Halve finales |
| 22 februari | 20:18       | 12:18 | Finale        |

## Uitslag

### Series
Heat 1
| # | Naam              | Land | Tijd     | Opm.  |
| - | ----------------- | ---- | -------- | ----- |
| 1 | Wu Dajing         | CHN  | 40,264   | Q, OR |
| 2 | Bartosz Konopko   | POL  | 41,039   | Q     |
| 3 | Andy Jung         | AUS  | 1.03,137 |       |
| 4 | Thibaut Fauconnet | FRA  | 1.04,756 |       |
|   | Aaron Tran        | USA  |          | PEN   |

Heat 2
| # | Naam               | Land | Tijd   | Opm. |
| - | ------------------ | ---- | ------ | ---- |
| 1 | Samuel Girard      | CAN  | 40,493 | Q    |
| 2 | Roberts Zvejinieks | LAT  | 40,563 | Q    |
| 3 | Yuri Confortola    | ITA  | 40,869 |      |
| 4 | Vladislav Bykanov  | OAR  | 47,177 |      |

Heat 3
| # | Naam             | Land | Tijd     | Opm. |
| - | ---------------- | ---- | -------- | ---- |
| 1 | Seo Yi-ra        | KOR  | 40,438   | Q    |
| 2 | Dylan Hoogerwerf | NED  | 40,657   | Q    |
| 3 | Sébastien Lepape | FRA  | 40,900   |      |
| 4 | Viktor Knoch     | HUN  | 1.06,040 |      |

Heat 4
| # | Naam            | Land | Tijd   | Opm. |
| - | --------------- | ---- | ------ | ---- |
| 1 | Lim Hyo-jun     | KOR  | 40,418 | Q    |
| 2 | Daan Breeuwsma  | NED  | 40,806 | Q    |
| 3 | Denis Nikisja   | KAZ  | 41,436 | ADV  |
|   | Charles Hamelin | CAN  |        | PEN  |

Heat 5
| # | Naam                   | Land | Tijd   | Opm. |
| - | ---------------------- | ---- | ------ | ---- |
| 1 | Ren Ziwei              | CHN  | 40,294 | Q    |
| 2 | Alexsandr Shulginov    | OAR  | 40,585 | Q    |
| 3 | Nurbergen Zhumagaziyev | KAZ  | 40,748 | ADV  |
|   | Sjinkie Knegt          | NED  |        | PEN  |

Heat 6
| # | Naam             | Land | Tijd   | Opm. |
| - | ---------------- | ---- | ------ | ---- |
| 1 | Shaoang Liu      | HUN  | 40,526 | Q    |
| 2 | Ryosuke Sakazume | JPN  | 40,658 | Q    |
| 3 | Abzal Azhgaliyev | KAZ  | 43,388 | ADV  |
|   | Pavel Sitnikov   | OAR  |        | PEN  |

Heat 7
| # | Naam           | Land | Tijd   | Opm. |
| - | -------------- | ---- | ------ | ---- |
| 1 | Hwang Dae-heon | KOR  | 40,758 | Q    |
| 2 | Keita Watanabe | JPN  | 41,678 | Q    |
| 3 | Thomas Hong    | USA  | 43,096 |      |
|   | Jong Kwang-bom | PRK  |        | PEN  |

Heat 8
| # | Naam               | Land | Tijd   | Opm. |
| - | ------------------ | ---- | ------ | ---- |
| 1 | Shaolin Sándor Liu | HUN  | 40,650 | Q    |
| 2 | Han Tianyu         | CHN  | 40,744 | Q    |
| 3 | Semjon Jelistratov | OAR  | 40,829 |      |
| 4 | John-Henry Krueger | USA  | 41,008 |      |

### Kwartfinales
Heat 1
| # | Naam                | Land | Tijd     | Opm. |
| - | ------------------- | ---- | -------- | ---- |
| 1 | Ren Ziwei           | CHN  | 40,032   | Q    |
| 2 | Shaolin Sándor Liu  | HUN  | 40,471   | Q    |
| 3 | Denis Nikisja       | KAZ  | 40,806   |      |
| 4 | Aleskandr Shulginov | OAR  | 54,498   |      |
| 5 | Bartosz Konopko     | POL  | 1.10,996 |      |

Heat 2
| # | Naam                   | Land | Tijd   | Opm.      |
| - | ---------------------- | ---- | ------ | --------- |
| 1 | Wu Dajing              | CHN  | 39,800 | Q, OR, WR |
| 2 | Hwang Dae-heon         | KOR  | 40,861 | Q         |
| 3 | Robers Zvenjnieks      | LAT  | 40,904 |           |
| 4 | Keita Watanabe         | JPN  | 41,354 |           |
| 5 | Nurbergen Zhumagaziyev | KAZ  | DNF    |           |

Heat 3
| # | Naam             | Land | Tijd     | Opm. |
| - | ---------------- | ---- | -------- | ---- |
| 1 | Samuel Girard    | CAN  | 40,477   | Q    |
| 2 | Ryosuke Sakazume | JPN  | 40,563   | Q    |
| 3 | Han Tianyu       | CHN  | 1.14,891 |      |
| 4 | Seo Yi-ra        | KOR  | 1.17,779 |      |

Heat 4
| # | Naam             | Land | Tijd   | Opm. |
| - | ---------------- | ---- | ------ | ---- |
| 1 | Lim Hyo-jun      | KOR  | 40,400 | Q    |
| 2 | Daan Breeuwsma   | NED  | 40,667 | Q    |
| 3 | Dylan Hoogerwerf | NED  | 41,007 |      |
| 4 | Abzal Azhgaliyev | KAZ  |        | ADV  |
|   | Shaoang Liu      | HUN  |        | PEN  |

### Halve finales
Heat 1
| # | Naam               | Land | Tijd   | Opm. |
| - | ------------------ | ---- | ------ | ---- |
| 1 | Wu Dajing          | CHN  | 40,087 | QA   |
| 2 | Samuel Girard      | CAN  | 40,185 | QA   |
| 3 | Shaolin Sándor Liu | HUN  | 40,399 | QB   |
| 4 | Daan Breeuwsma     | NED  | 40,775 | QB   |
| 5 | Abzal Azhgaliyev   | KAZ  | 40,835 |      |

Heat 2
| # | Naam             | Land | Tijd   | Opm. |
| - | ---------------- | ---- | ------ | ---- |
| 1 | Hwang Dae-heon   | KOR  | 39,800 | QA   |
| 2 | Lim Hyo-jun      | KOR  | 40,861 | QA   |
| 3 | Ren Ziwei        | CHN  | 40,904 | QB   |
| 4 | Ryosuke Sakazume | JPN  | 41,354 | QB   |

### Finales
A-Finale
| #      | Naam           | Land | Tijd   | Opm.   |
| ------ | -------------- | ---- | ------ | ------ |
| Goud   | Wu Dajing      | CHN  | 39,584 | OR, WR |
| Zilver | Hwang Dae-heon | KOR  | 39,854 |        |
| Brons  | Lim Hyo-jun    | KOR  | 39,919 |        |
| 4      | Samuel Girard  | CAN  | 39,987 |        |

B-Finale
| # | Naam               | Land | Tijd   | Opm. |
| - | ------------------ | ---- | ------ | ---- |
| 5 | Shaolin Sándor Liu | HUN  | 40,651 |      |
| 6 | Ren Ziwei          | CHN  | 40,694 |      |
| 7 | Daan Breeuwsma     | NED  | 40,835 |      |
| 8 | Ryosuke Sakazume   | JPN  | 40,985 |      |